# Алан Лилльский
Алан Лилльский (фр. Alain de Lille, лат. Alanus de Insulis, Alanus ab Insulis) (ок. 1120, Лилль — 1202, Аббатство Сито) — французский теолог, писатель и поэт. Монах-цистерцианец. Католический святой (день поминовения 30 января).

## Очерк биографии
Учился, вероятно, в Шартре, Париже, Туре. Преподавал в университете Монпелье свободные искусства, позже теологию. Отличался энциклопедической образованностью, за что заслужил почётное прозвище doctor universalis. В 1179 участвовал в работе III Латеранского собора.

## Очерк творчества и научной деятельности
Автор сборника крылатых изречений «Liber parabolarum» (319 дистихов), а также нескольких теологических трудов о католической вере, о еретиках, о проповеди, а также алфавитного указателя к Библии «Словоразличия», приуроченного к толкованию в ней различных аллегорий (все на латинском языке).
Алан провозгласил все положения веры рационально доказуемыми. Используя аксиомы в логических конструкциях наподобие математических алгоритмов, в трактате «Правила богословия» построил дедуктивную систему теологии. Рассматривал взаимоотношения Бога и мира с позиций неоплатонического мистицизма, считал природу посредницей между творцом и материей.
Наиболее известное сочинение Алана Лилльского «Антиклавдиан» (Anticlaudianus; 1182—1183) в аллегорической стихотворной форме (написано гексаметрами) представляет универсальный обзор тогдашнего  знания. Формальным поводом поэмы Алана стало сочинение «In Rufinum» позднеантичного писателя Клавдия Клавдиана. В начале книги Клавдиана собираются воедино все грехи и пороки, чтобы сотворить чудище по имени Руфин (так звали враждебного Клавдиану чиновника). В «Антиклавдиане» воедино собираются все добродетели, чтобы сотворить идеального божественного человека (homo divinus). «Антиклавдиан» стал образцом аллегорической поэмы для всего позднего Средневековья.
В сочинении «Плач Природы» (Liber de planctu naturae), написанной прозиметром (явно по модели Боэциева «Утешения Философией»), Природа выступает наподобие платоновского демиурга. Она является Алану в сновидении и объявляет себя наместницей Бога в деле творения, сошедшей на землю для борьбы с грехами пьянства, чревоугодия, гордыни и другими. В окружении прибывающих (одного за другим) священнослужителей Природы в итоге объявляется отлучение от Природы и божественной Любви всех, кто погряз в смертных пороках. По оглашении этого декрета все Добродетели гасят лампады, и Алан пробуждается.
Литературный стиль Алана отличается изысканностью, вплоть до вычурности. Поэт использует весь огромный арсенал накопленных античностью литературных приёмов и риторических фигур — антитезы, параллелизмы, оксюмороны, катахрезы, перифрастические плеоназмы, этимологические фигуры (игру слов), многочисленные метафоры.
Алан Лилльский — автор ряда знаменитых поговорок, в том числе
- У авторитета нос из воска (лат. Auctoritas cereum habet nasum; из трактата «Ars catholicae fidei»), то есть высказывание авторитета можно трактовать в любом смысле, а поэтому следует подкреплять его разумными доводами;
- Все дороги ведут в Рим (лат. Mille viae ducunt hominem per saecula Romam, из «Liber parabolarum»).

а также аксиомы, которую сделал знаменитой Паскаль:
- Бог есть сфера мысленная, чей центр везде, а окружность нигде (из «Regulae coelestis iuris»).

Не следует путать Алана Лилльского с другим богословским писателем, Аланом Фламандским (Alanus Flandrensis), который был в 1151—1167 гг. епископом Осерским и умер в 1185 г. в Клерво.

## Сочинения (выборка)
- De planctu naturae (между 1168 и 1172)
- Anticlaudianus sive De officiis viri boni et perfecti (1182-83)
- Proverbia sive Liber parabolarum (авторство оспаривается)
- Distinctiones dictorum theologicarum sive summa Quot modis
- Omnis mundi creatura (стихотворение)
- Summa Quoniam homines
- Liber poenitentialis
- Contra haereticos (1190-1200)
- Regulae coelestis iuris (также под назв. «Regulae de sacra theologia», «Maximae theologicae, «Theologicae regulae», 1192-94)
- De arte praedicandi
- Ars catholicae fidei (приписывается также Николаю Амьенскому)